# Goungré-Tangaye
Ne doit pas être confondu avec Goungré ou Tangaye.
Goungré-Tangaye est une commune rurale située dans le département de Kalsaka de la province du Yatenga dans la région Nord au Burkina Faso.

## Géographie
Goungré-Tangaye se trouve à 7 km au nord-est du centre de Kalsaka, le chef-lieu du département, à 1 km au nord de Goungré et à 30 km au sud de Séguénéga et de la route nationale 15.

## Santé et éducation
Le centre de soins le plus proche de Goungré-Tangaye est le centre de santé et de promotion sociale (CSPS) de Goungré tandis que le centre médical avec antenne chirurgicale (CMA) de la province se trouve à Séguénéga.